# Карлес Рексач
Карлес Рексач и Серда (шп. Carles Rexach i Cerdà; Педралбес, 13. јануар 1947) бивши је шпански фудбалер.

## Каријера
Током каријере играо је за Барселону.

## Репрезентација
За репрезентацију Шпаније дебитовао је 1969. године, наступао и на Светском првенству 1978. године. За национални тим одиграо је 15 утакмица и постигао 2 гола.

## Статистика
| Шпанија | Шпанија | Шпанија |
| Год.    | Ута.    | Гол.    |
| ------- | ------- | ------- |
| 1969    | 2       | 0       |
| 1970    | 2       | 1       |
| 1971    | 3       | 1       |
| 1972    | 1       | 0       |
| 1973    | 0       | 0       |
| 1974    | 2       | 0       |
| 1975    | 3       | 0       |
| 1976    | 0       | 0       |
| 1977    | 0       | 0       |
| 1978    | 2       | 0       |
| Укупно  | 15      | 2       |

## Трофеји (као играч)

### Барселона
- Првенство Шпаније (1) : 1973/74.
- Куп Шпаније (4) : 1967/68, 1970/71, 1977/78, 1980/81.
- Куп победника купова (1) : 1978/79.
- Куп сајамских градова (2) : 1965/66, 1971.

## Трофеји (као тренер)

### Барселона
- Првенство Шпаније (1) : 1990/91.